# Rue de Genève (Aix-les-Bains)
Pour les articles homonymes, voir Rue de Genève.
La rue de Genève est une rue d'Aix-les-Bains située dans le quartier du Centre-ville-Nord.
Cette rue très fréquentée est composée de commerces et de logements. 
Selon Léon Page, écrivain local, « c'est certainement la rue d'Aix la plus animée, en toutes saisons [...] ».

## Situation et accès
La rue, rectiligne, est localisée en plein centre de la ville d'Aix-les-Bains. Il s'agit d'un axe important pour le centre-ville de la commune. En effet, plusieurs dizaines de commerces y sont implantés. La partie sud de la rue fait partie du secteur historique d'Aix-les-Bains.

## Origine du nom
Elle porte le nom de la ville suisse de Genève.

## Historique
Cette rue qui existerait depuis l'Antiquité fut l'une des portes d'entrées d'Aix-les-Bains. En effet, elle était une partie du tronçon de la « grande route » qui reliait Chambéry et Genève à cette époque,, une grande artère. Au Moyen Âge, elle était un des importants chemins pour relier la Savoie à Genève.
Elle est depuis toujours une rue commerciale.
À la suite d'un important incendie en 1739 ravageant l'ensemble de la cité, puis d'un plan d'urbanisme, la rue change de forme en se redressant et s'élargissant. En 1783, la voie est baptisée « rue de la promenade » voire « faubourg de la promenade » sur une section. 
La porte d'entrée au bas de la rue est détruite vers 1881. 
Par la suite, la rue est pavée en 1846 par l'entreprise Claude Jay. Quelques années plus tard, des trottoirs sont aménagés.
Jadis, le ruisseau de la Chaudanne, qui traverse la ville d'est en ouest, bordait une partie de la rue. Il fut couvert dans les années 1850 pour des raisons de développement urbain et d'hygiène.
Au début du XIXe siècle, à la suite de sa forte urbanisation, les trottoirs sont agrandis et le resteront jusqu'à aujourd'hui et elle prend alors le nom de « rue de Genève ». 
La rue a par ailleurs été totalement rénovée sur environ 250 mètres en 2005.

### Tramway
Le tramway d'Aix-les-Bains a existé de 1896 à 1908,. Ce dernier, composé de quatre lignes, traversait le centre-ville et passait ainsi par la rue de Genève, nœud majeur du réseau.

## Bâtiments remarquables et lieux de mémoire
Plusieurs immeubles de la rue, notamment au sud, en direction de la place Carnot, sont recensés dans l'inventaire régional du patrimoine.